# Manny Muscat
Manny Muscat (7 de diciembre de 1984 en Melbourne) es un futbolista australiano, poseedor también la nacionalidad maltesa que juega como defensor en el Melbourne City de la A-League.

## Carrera
Debutó en 2004 en el Sunshine George australiano, donde jugó hasta 2007. Ese año pasó al Green Gully donde solamente jugó una temporada, para dar el salto al fútbol profesional en 2008 siendo contratado por el Wellington Phoenix, único club neozelandés participante de la A-League. Tras ocho años en el club, lo dejó en 2016 para firmar con el Melbourne City.

### Clubes
| Club                         | País          | Año             |
| ---------------------------- | ------------- | --------------- |
| Sunshine George              | Australia     | 2004 - 2007     |
| Green Gully                  | Australia     | 2007 - 2008     |
| Wellington Phoenix           | Nueva Zelanda | 2008 - 2016     |
| Melbourne City Football Club | Australia     | 2016 - Presente |

### Selección nacional
A pesar de haber nacido en Australia, Muscat es hijo de malteses, por lo que se decidió por la selección del país europeo, donde jugó 7 partidos.